# Sōkoban
Sokoban Sōkoban (倉庫番, encarregat del magatzem) és un videojoc de trencaclosques on el jugador ha d'empènyer les caixes (o boles segons la versió) en un laberint, vist des de sobre i intentant col·locar-les en les destinacions que es demanen. Només una caixa pot ser empesa un cop i no es pot trencar-la ni moure-la quan entra en una zona de difícil accés sobretot quan entra en contacte amb les "parets". S'han realitzat moltes versions en videojoc. El Sokoban fou creat el 1980 per Hiroyuki Imabayashi i es va publicar el 1982 per Thinking Rabbit, una antiga empresa de programari ubicada a Takarazuka, Japó. Thinking Rabbit també va publicar tres continuacions: Boxxle, Sokoban Perfect i Sokoban Revenge. Al llarg dels anys s'han creat versions per a tota mena de plataformes plataformes informàtiques, incloent-hi els ordinadors personals i domèstics. També s'han realitzat moltes versions per videoconsoles i portàtils, telèfons mòbils, calculadores gràfiques i càmeres digitals del tipus Canon PowerShot. Hi ha molts altres videojocs de trencaclosques, com el Chip's Challenge i Rocks and Diamonds, que tenen una jugabilitat semblant al Sokoban pel KDE. El videojoc del tipus roguelike anomenat NetHack conté una sèrie de nivells a masmorres que van ser dissenyats deliberadament per simular el videojoc tipus Sokoban.